# Oberriet
Oberriet je obec ve švýcarském kantonu St. Gallen. Nachází se na východě kantonu, nedaleko hranic s Rakouskem. Žije zde přibližně 8 900 obyvatel.

## Geografie
Obec Oberriet, která je na východě ohraničena údolím Alpského Rýna a na západě úpatím pohoří Alpstein, leží v srdci údolí Rýna na hranicích s Rakouskem (spolková země Vorarlbersko). Se svou rozlohou přes 34 km² patří k větším obcím kantonu St. Gallen. K politické obci patří kromě hlavního sídla také místní části Montlingen, Kriessern, Eichenwies a Kobelwald a vesnice Moos, Rehag, Stieg, Freienbach, Stein, Kobelwies, Watt a Hard. Nejvyšší bod Oberrietu se nachází v oblasti Zapfen v nadmořské výšce 1302 m. Nejnižší bod se nachází v nadmořské výšce 407 m n. m. u mostu nad kanálem Rheintaler Binnenkanal na spojovací silnici mezi Balgachem a Diepoldsau.
Oberriet vlastní také zvláštní pozemek: tzv. Alp Sämtis v kantonu Appenzell Innerrhoden, nedaleko Brülisau. Patří místnímu spolku Allgemeiner Hof Oberriet, ale nenachází se na území obce. Tato alpská hora je označována za nejkrásnější v Alpsteinu a proběhlo zde již několik sporů, protože obyvatelé Appenzellu chtěli tuto horu získat zpět. Od středověku patřila alpina obci Oberriet neboli říšskému dvoru Kriessern.
Mezi obcemi se nacházejí různé přírodní rezervace s velkým bohatstvím rostlinných a živočišných druhů.
Rozloha obce je 3456 ha, z toho 292,2 ha tvoří zastavěné plochy, přičemž 234,7 ha jsou urbanizované plochy.

## Historie

Oberriet, letecký pohled z roku 1922

Historické kořeny obce sahají do doby před více než 3 000 lety na Montlingerbergli (Monticulus). V té době poskytoval masiv Inselberg ochranu před záplavami Rýna pravěkým Rétům, kteří sem migrovali z jihu. Toto pravěké osídlení je zapsáno na seznamu kulturních památek národního významu. Později byli vytlačeni Alamany, kteří přišli ze severu. Spolu s mnoha zvyky a tradicemi přinesli do oblasti Oberriet němčinu jako svůj mateřský jazyk. I v současnosti připomínají venkovská nářečí v údolí Rýna tyto předky.
V 8. století byl v Criesserrunu (dnešní Kriessern) založen královský císařský dvůr. Výstavbou kostela v Montlingenu v 9. století vznikla dvě centra dvora: světská správa v Kriessernu a církevní centrum v Montlingenu.

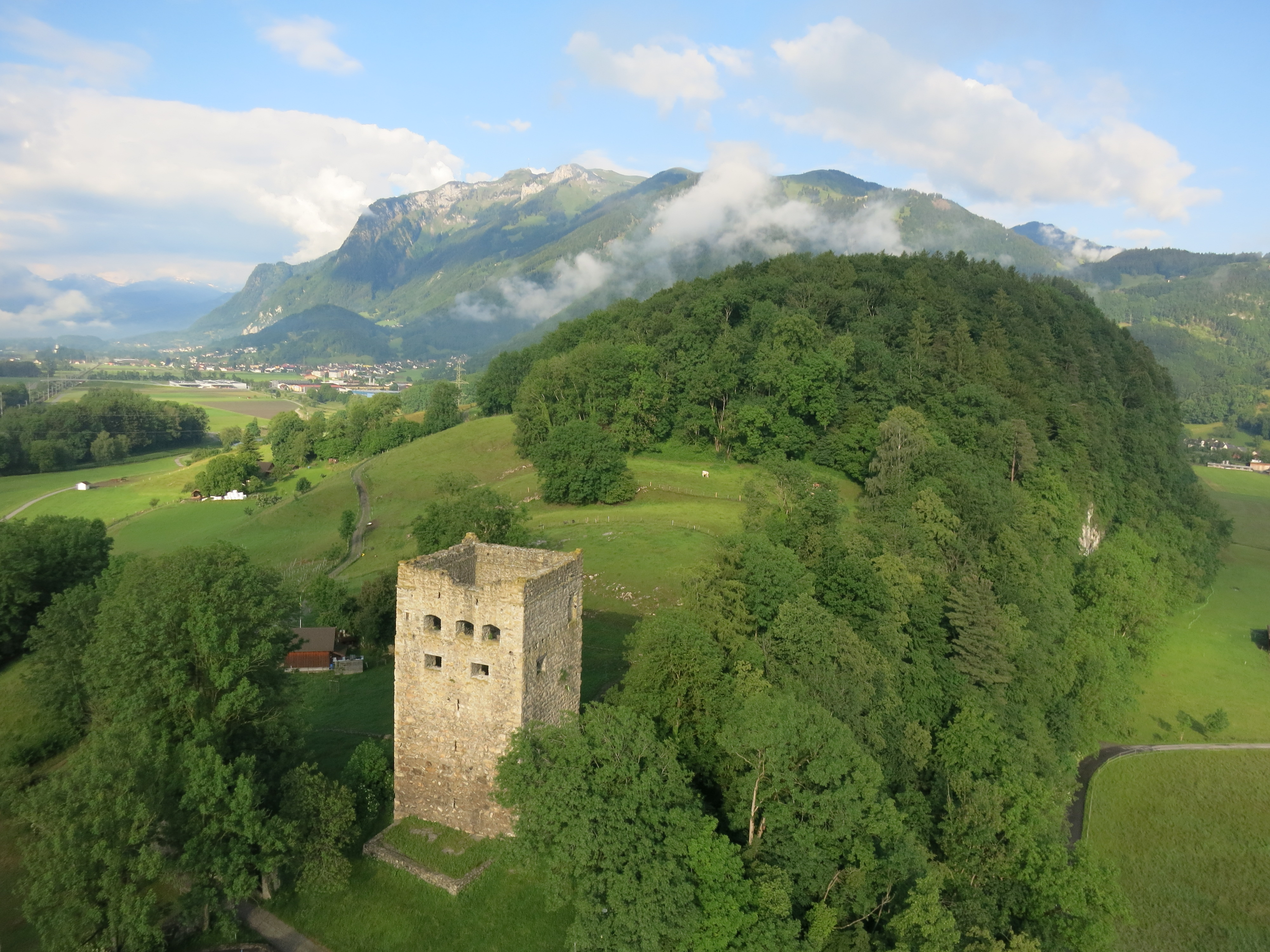
Zřícenina hradu Blatten

V roce 1229 daroval německý král statek klášteru v St. Gallenu a opat Berchthold von Falkenstein nechal na jeho obranu postavit hrad Blatten. Opevněná věž, jediný pozůstatek tohoto hradu, je dnes dominantou Oberrietu a vítá z předsunutého vrcholu kopce Blattenberg všechny cestující, kteří se k obci blíží od sjezdu z dálnice Oberriet nebo od celnice. Zřícenina hradu je mezi místními známá jako hrad Blatten.
Další hradní zřícenina, jeskynní hrad Wichenstein, rovněž objekt zapsaný na seznamu kulturních památek národního významu, se nachází ve skalní stěně na Semelenbergu pod Kobelwaldem.
V letech 1490 až 1798 byla celá oblast na levém břehu Rýna mezi Ragazem a Rheineckem poddanským územím konfederace.
Po Francouzské revoluci v roce 1798 byla švýcarským Rýnským zemím Spolkovým sněmem udělena plná nezávislost. Pouze na krátkou dobu však dvůr patřil k republice v údolí Rýna. Na pět let jej francouzští okupanti vnutili do kantonu Säntis, jehož hranice proti kantonu Linth probíhala přes Blattenberg. V roce 1803 vznikla ze svobodného říšského panství Kriessern politická obec Oberriet.
V hranicích obce se rozvíjelo pět vesnic a nakonec každá z nich dostala také svůj vlastní kostel. Jako všude v údolí Rýna bylo i zde hlavním zaměstnáním zemědělství. Později získalo na významu vyšívání. Teprve po druhé světové válce se obec pomalu rozvíjela jako průmyslová lokalita.
V počátcích moderní obce Oberriet (počátek 19. století) se církev dělila na různé místní kostely a škola na různé místní školy. V letech 2008 a 2009 však byly některé školy z finančních důvodů opět sloučeny a v březnu 2009 došlo z personálních důvodů ke sloučení katolických farností s farností Rüthi-Lienz do pastorační jednotky Blattenberg.

## Obyvatelstvo

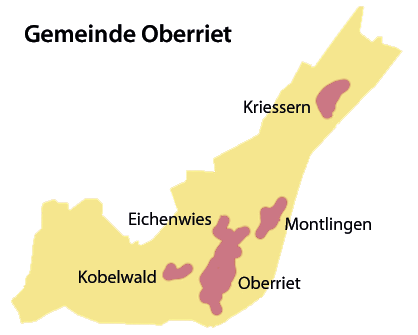
Mapa částí obce

| Rok            | 1798 | 1850 | 1900 | 1950 | 2000 | 2010 | 2019 |
| Počet obyvatel | 2598 | 3909 | 4277 | 5582 | 7454 | 8314 | 8979 |

## Hospodářství
Oberriet se vyznačuje velkou zemědělskou a lesnickou oblastí. Díky regulaci Rýna na počátku 20. století a melioracím, které zde proběhly ve stejné době, mohla být zemědělská půda v nížině lépe využita. Vznikly tak tzv. osady v Rietu.
Kromě různých malých a středních obchodních podniků se na území politické obce nacházejí tři větší průmyslové areály: severně od Montlingenu (Letzau), severně od Eichenwies a východně od obce Oberriet. V každé z těchto tří lokalit dominuje jeden větší podnik. 

## Doprava

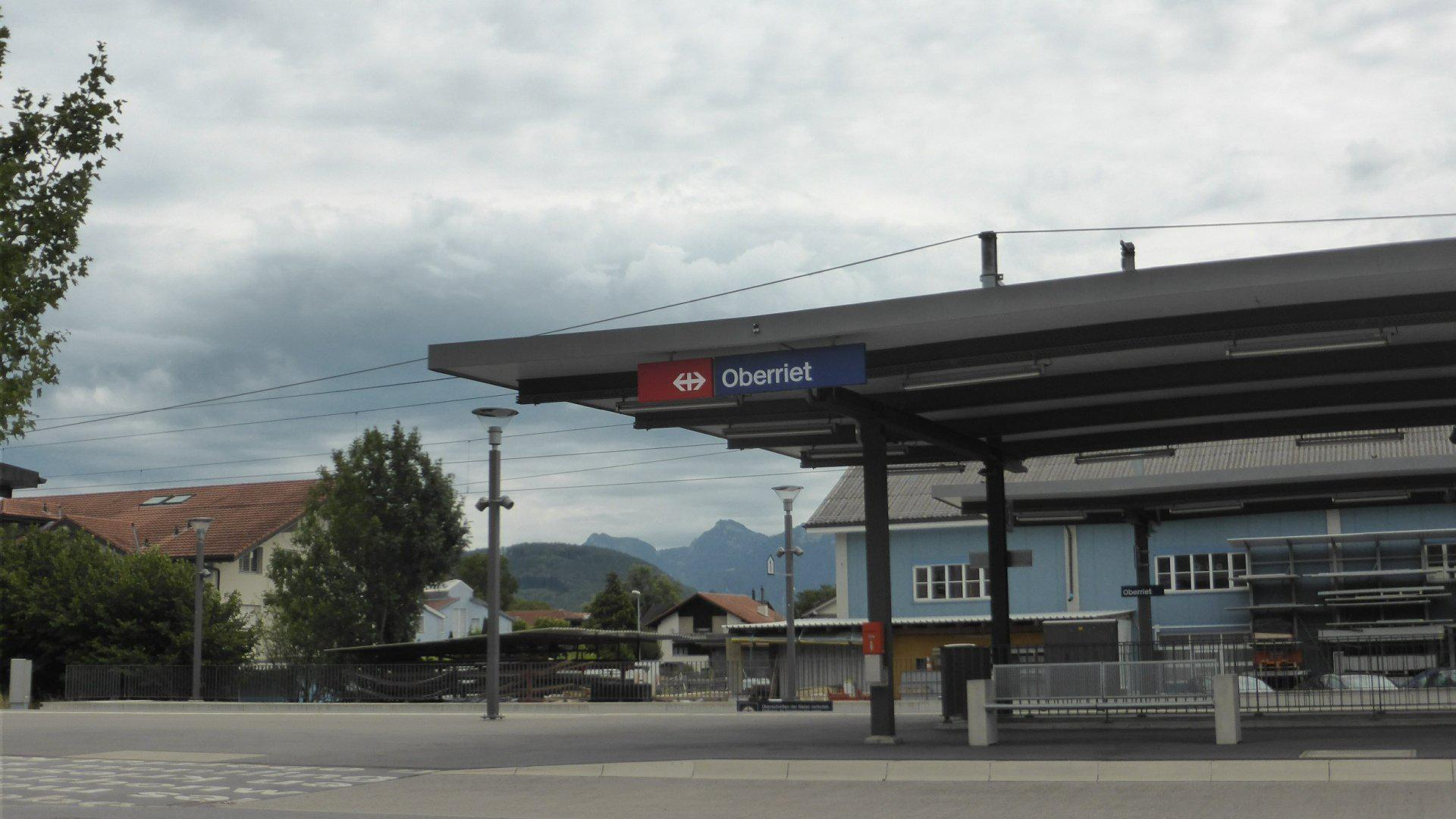
Železniční stanice Oberriet

Obec, která leží mezi Buchsem a Altstättenem, je napojena na dálnici A13 v Oberrietu a v Kriessernu. Obec má také tři hraniční přechody do Rakouska, po jednom v Oberrietu, Montlingenu a Kriessernu. Kromě toho vede z Oberrietu do Appenzellu nebo Eggerstandenu přímá silnice Waldstrasse přes Tonisweid.
Oberriet má sice železniční stanici na trati St. Gallen–Chur, ale kvůli nedostatku cestujících na ní od přelomu tisíciletí až do konce roku 2013 nezastavovaly téměř žádné vlaky. Místo toho je spojena autobusovou linkou mezi Altstättenem a Buchsem. V prosinci 2013 došlo k rozšíření veřejné dopravy v kantonu St. Gallen, které zahrnovalo především okružní S-Bahn kolem celého kantonu. V rámci tohoto zlepšení obslužnosti bylo znovu zprovozněno nádraží Oberriet, kde tak zastavuje v každém směru jeden vlak za hodinu. Autobusová linka přes Eichberg byla zrušena, ale linka přes Montlingen/Kriessern do Kobelwaldu byla prodloužena. V prostoru nádraží Oberriet bylo vybudováno autobusové nádraží pro čtyři autobusy a Oberriet se stal železničním/autobusovým přestupním uzlem. Od prosince 2014 navíc existuje autobusové spojení do Rankweilu. Některé základní kameny rozšíření nádraží: Na druhé straně kolejí byl vybudován podchod, který také zpřístupňuje sportovní zařízení v Bildstöckli. Kromě toho byla zastřešena obě nástupiště a autobusové zastávky. Byla zbourána nákladní hala a vznikla četná parkoviště pro kola a automobily.